# Pectocytheridae
Pectocytheridae – rodzina małżoraczków z rzędu Podocopida i podrzędu Cytherocopina.
Przedstawiciele rodziny mają karapaksy w obrysie bocznym podłużno-kwadratowawe. Powierzchnia klap jest grubo ponakłuwana do siateczkowanej. Zamek jest typu perodontycznego. Występuje prosty odcisk frontalny mięśnia zwieracza i kilka promienistych kanałów porowych. Westibule głębokie. Samce odróżniają się od Cytherideidae symetrycznie zbudowanymi przydatkami szóstej i siódmej pary.
Należą tu 44 opisane, współczesne gatunki. Do rodziny zalicza się rodzaje:
- Ameghinocythere Whatley, Moguilevsky, Toy, Chadwick et Ramos, 1997
- Ekpectocythere Choe, 1988
- † Ginginella Neale, 1975
- Hypocritecythere Titterton et Whatley, 2009
- Keijia Teeter, 1975
- Kotoracythere Ishizaki, 1966
- Mckenziartia Labutis et Bentley, 1988
- Morkhovenia Teeter, 1975
- † Munseyella Bold, 1957
- Parakeijia Mckenzie in: Howe et Mckenzie, 1989
- Pectocythere Hanai, 1957